# 百城街道
百城街道，是中华人民共和国广西壮族自治区百色市右江区下辖的一个乡镇级行政单位。

## 行政区划
百城街道下辖以下地区：
百胜社区、城东社区、中山社区、太平社区、文明社区、爱新社区、利元社区、东合社区、东笋社区和六苜村。